# Oso (juego)

Ejemplo de juego del oso

El juego del oso es un juego de lápiz y papel de estrategia que se juega sobre una hoja de papel cuadriculado de tamaño variable. Su mecánica es una variante del tres en raya algo más compleja que el original.

## Reglas
Por turnos, cada jugador puede escribir una «O» o una «S» en uno de los cuadrados. El objetivo es formar la palabra «OSO»: el jugador que forma más veces la palabra «OSO» gana.
Cuando un jugador consigue poner la palabra «OSO» repite turno colocando otra letra. Al principio se van distribuyendo alternativamente las letras y es difícil caer en un error y que el otro se apunte un tanto, pero a medida que se van rellenando los cuadraditos y queda menos espacio se van reduciendo las opciones de evitar la formación de palabras. Y a menudo se termina con una avalancha de «osos» consecutivos.
El jugador que comienza tiene una ligera desventaja respecto al segundo, por lo que suele sortearse esta posición al inicio. Y si se echan varias partidas consecutivas se alterna. 
El juego termina cuando se han rellenado todos los cuadraditos de la cuadrícula. El tamaño de esta cuadrícula es variable dependiendo del tiempo que se quiera que dure el juego, y puede ser tanto cuadrada como rectangular.
Existen dos formas de jugar: puntuando solo los «OSO» escritos en horizontal y vertical de la cuadrícula, o puntuando también los escritos en diagonal. Esta opción es un poco más difícil y requiere un poco más de atención para no cometer errores. Ambos jugadores acuerdan la forma de juego antes de comenzar la partida.
Hay quien también juega de la siguiente forma: solo se puede colocar una «S» si se va a formar la palabra «OSO», si no es así, solo se puede colocar una «O».
Si existe una posibilidad de tachar «OSO» sin escribir ninguna letra, ya que no está tachado, se puede puntuar sin perder turno. De este modo el mismo jugador tiene otra oportunidad, ya que al no haber puesto una letra este no pierde turno.

## Estrategias de juego
Hay varias estrategias para ganar:
- Poner las letras lo más separadamente posible sobre el recuadro de juego, sobre todo al principio, para que el oponente no forme palabras.
- Poniendo muchas eses o muchas oes juntas se corre menos peligro de cometer errores y se pueden bloquear áreas.
- Colocando varias eses en línea se forma una cadena de palabras consecutivas si el rival comete un error.
- Poniendo letras con una separación de 2 cuadritos tanto en línea como en L de las demás letras no se corre peligro, pero progresivamente el tablero se va convirtiendo en un campo minado.

## Estructura matemática
A pesar de su aparente sencillez el juego del oso es un juego abstracto de estrategia que tiene una estructura matemática. Según la teoría de juegos puede clasificarse como un juego simétrico, secuencial, de suma cero y de información perfecta.
Actualmente existen versiones del juego para ordenador y videojuegos, ya que su estructura matemática lo hace fácilmente programable.